# Soline (Dobrinj)

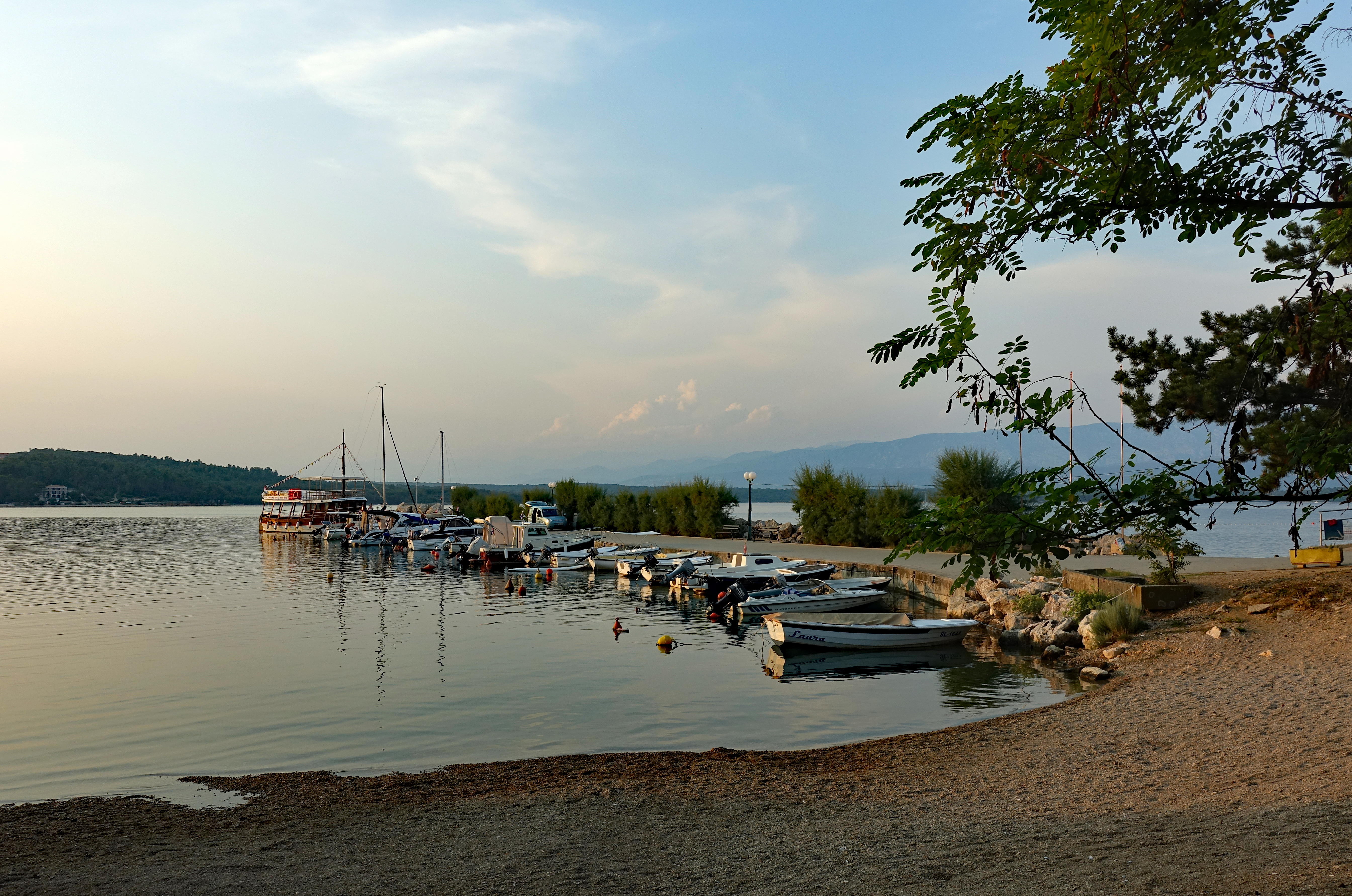
Pláž v Soline

Soline (italsky Salina di Veglia) je vesnice a přímořské letovisko v Chorvatsku v Přímořsko-gorskokotarské župě. Nachází se na ostrově Krk a je součástí opčiny Dobrinj. V roce 2011 zde žilo celkem 47 obyvatel.
Sousedními vesnicemi jsou Čižići, Hlapa, Klimno, Sužan, Tribulje a Županje.